# لويبات

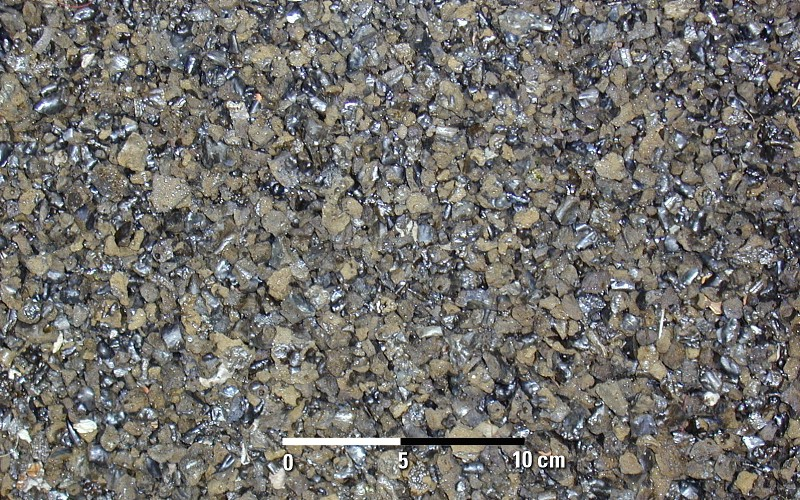
Lapilli on كيلاويا.

اللُوَيبات أو الحصى البركاني  هو مصطلح يستخدم لتعيين قطرا معينا من التفرا و هي مادة تنزل من الهواء أثناء انفجار بركاني.
في اللغة اللاتينية لابيلي Lapilli يعني «صخور صغيرة». قطر اللابيلي المعين هو بين 2 مليمتر و 64 مليمتر. جسيم من حجر ناري رسوبي أكبر من 64 مليمتر يسمى قنبلة بركانية ان هي منصهرة أو كتلة بركانية ان هي صلدة. الجسيمات التي أصغر من 2 مليمتر تسمى رماد بركاني.

## اقرأ أيضاً
- صخر بركاني
- صخر بركاني فتاتي